# 代明湖
53°18′16″N 12°31′7″E / 53.30444°N 12.51861°E
代明湖（德語：Demminer See），是德國的湖泊，位於該國東北部，由梅克倫堡-前波美拉尼亞州負責管轄，處於梅克倫堡湖區縣，長0.4公里、寬0.3公里，面積0.09平方公里，海拔高度67米。